# Paul Rabinowitz
Pour les articles homonymes, voir Rabinowitz.
Paul H. Rabinowitz (né le 15 novembre 1939) est un mathématicien américain qui travaille dans le domaine des équations aux dérivées partielles et des systèmes dynamiques.

## Formation et carrière
Il a obtenu un doctorat de l'université de New York en 1966 sous la direction de Jürgen Moser (« Periodic solutions of nonlinear hyperbolic differential equations »). De 1966 à 1969, il a occupé un poste de professeur adjoint à l'université Stanford. Il a été invité comme chercheur en visite au sein de nombreuses institutions mathématique dans le monde entier, dont des universités à Aarhus, à Pise, à Paris et à l'École polytechnique fédérale de Zurich.
Il est titulaire de la chaire Edward Burr Van Vleck de professeur de mathématiques et un professeur Vilas à l'université du Wisconsin à Madison.

## Travaux
Il travaille dans le domaine des équations aux dérivées partielles et l'analyse non linéaire. Il est surtout connu pour son théorème de bifurcation et le théorème du col, ce dernier prouvé conjointement avec Antonio Ambrosetti,. Aussi plusieurs autres réalisations de Paul Rabinowitz ont trouvé leur place dans l'histoire des mathématiques : les théorèmes de la liaison et du point de selle, les résultats concernant l'existence de solutions périodiques de systèmes hamiltoniens, les méthodes variationnelles dans la théorie des points critiques de fonctionnelle fortement indéterminée sous la condition de l'absence de conditions de compacité de Palais-Smale.

## Prix et distinctions
En 1978, Paul Rabinowitz est devenu boursier Guggenheim de la Fondation John-Simon-Guggenheim. Il est le récipiendaire de nombreux honneurs et récompenses, dont le prix George-David-Birkhoff en 1998. En 1984 il est lauréat de la Colloquium Lecturer de l'AMS (« Minimax methods in critical point theory and applications to differential equations »). En 1978 il est conférencier invité au congrès international des mathématiciens à Helsinki (« Critical points of indefinite functionals and periodic solutions of differential equations »).
Il est membre de l'Académie américaine des arts et des sciences (1987). Il a été élu en tant que membre de l'Académie nationale des sciences en 1998. En 2012, il est devenu un fellow de l'American Mathematical Society.
En 2014 Paul Rabinowitz a été récompensé de la médaille Juliusz-Schauder, un prix établi par le Centre Juliusz-Schauder pour les études non linéaires à l'université Nicolas-Copernic, à Torun en Pologne, en reconnaissance de son importante contribution dans le domaine des méthodes de la topologie dans l'analyse non linéaire, qui font de lui un véritable héritier des travaux mathématiques de Juliusz Schauder.